# Assoziation revolutionärer bildender Künstler
Die Assoziation revolutionärer bildender Künstler Deutschlands, kurz Asso, abgekürzt ARBKD, war ein Zusammenschluss kommunistischer Künstler. Sie wurde im März 1928 gegründet. Auf ihrem Berliner Kongress im November 1931 wurde der Name in Bund revolutionärer bildender Künstler Deutschlands (BRBKD) geändert. Die Gruppe wurde 1933 in der Anfangszeit des Nationalsozialismus verboten.

## Geschichte
Da die während der Oktoberrevolution gegründete Novembergruppe bald als sozialdemokratisch dominiert angesehen wurde, bestand für die Kommunistische Partei das Bedürfnis, eine eigene Künstlergruppe zu bilden. So entstand 1924 die Rote Gruppe. Vereinigung kommunistischer Künstler um George Grosz, John Heartfield und Rudolf Schlichter. 1928 initiierten junge Künstler, vor allem aus dem Zentralen Atelier für Bildpropaganda der KPD im Karl-Liebknecht-Haus in Berlin, wie z. B. der damalige Leiter und Fotomonteur Max Keilson, die Gründung einer kommunistischen Künstlervereinigung nach dem Vorbild der Assoziation der Künstler des Revolutionären Russland (ACHRR). Dieser neuen Vereinigung schlossen sich auch die Rote Gruppe, Heinrich Vogelers Arbeitsgemeinschaft kommunistischer Künstler und kommunistische Mitglieder des Reichswirtschaftsverbandes bildender Künstler an. Max Keilson wurde Vorsitzender der ASSO. 1930 wurde eine von Erich Wegener mitbegründete „Gruppe zeichnender Arbeiter“ der ASSO als eigenständige Sektion angegliedert. 1931 trat Gregor Gogs Künstlergruppe Bruderschaft der Vagabunden der ASSO bei, 1932 folgte Oskar Nerlingers Gruppe Die Zeitgemäßen (zuvor Die Abstrakten). Zudem öffnete sich die ASSO auch für Franz Wilhelm Seiwerts Gruppe progressiver Künstler, und das Kollektiv für sozialistisches Bauen, das von der Reichsleitung der Kommunistischen Studentenfraktion (KoStuFra) betrieben wurde.
1929 veranstaltete die ASSO in Berlin ihre erste Ausstellung unter dem Titel „Kapital und Arbeit“. 1930 fand die Ausstellung „Sozialistische Internationale Kunst“ statt. 1932 war die ASSO erstmals mit einem kollektiven Beitrag auf der Großen Berliner Kunstausstellung vertreten. Auf nationalsozialistische Empfehlung hin entfernte die Polizei 39 Arbeiten. Daraufhin veranstaltete die ASSO am 14. Oktober eine Protestversammlung zum Thema „Kunst in Fesseln“, die von über 180 Personen besucht wurde, darunter Laszlo Moholy-Nagy und richtet dann eine eigene Ausstellung im Europahaus aus.
Die Gruppe publizierte die Zeitschrift Der Stoßtrupp.
Die 1945 bis 1950 in der SBZ bestehende Arbeitsgemeinschaft sozialistischer Künstler verstand sich als Bewahrer der ASSO-Tradition.

## Mitglieder der ASSO
1933 soll die ASSO 800 Mitglieder gehabt haben. Neben Berlin wurden in Dresden, Düsseldorf, Essen, Halle, Hamburg, Karlsruhe, Köln, Leipzig, Magdeburg, München, Stuttgart und Wuppertal weitere Ortsgruppen gebildet.

### ASSO Berlin
1928–1933
- Boris Angeluschew (Mitbegründer)
- Johannes R. Becher
- Alfred Beier-Red (Mitbegründer)
- Gerhart Bettermann (Bruderschaft der Vagabunden)
- Erich Arnold Bischof (Mitglied seit 1928)
- Gertrud Classen (Mitglied seit 1928)
- Otto Dix
- Fritz Duda, (Mitglied seit 1928)
- Werner Eggert (1909, Fotomonteur)
- Peter Paul Eickmeier
- Sándor Ék, Mitbegründer
- Alois Erbach
- Helen Ernst (Mitglied seit 1931)
- Johnny Friedländer (Mitglied seit 1930)
- Kurt Friedrichs (1913, Mitglied der ASSO-Studentengruppe)
- Paul Fuhrmann (Mitglied seit 1929) Die Abstrakten
- Max Gebhard (1906)
- Franz Edwin Gehrig-Targis (Mitglied seit 1928)
- Barthel Gilles (Mitglied seit 1928)
- Gregor Gog (Bruderschaft der Vagabunden)
- Gerhard Goßmann (Mitglied seit 1930)
- Karl Gossow (1904–1962)
- George Grosz (Mitglied seit 1928)
- Carl Paul Haacker (1890–1945)
- Sella Hasse
- John Heartfield (an Gründung beteiligt, ohne reguläres Mitglied zu werden)
- Walter Heisig (Mitglied seit 1928)
- Ernst Jazdzewski (Mitglied seit 1928)
- Eric Johansson
- Max Keilson (Mitbegründer und Vorsitzender)
- Alfred Kemeny (Mitgründer)
- Dawid Kirszenbaum (1900–1954)
- Heinz Kiwitz
- Erich Knauf
- Käthe Kollwitz
- Alice Lex-Nerlinger (Mitglied seit 1928)
- Ilma Lukács-Bernath (1891)
- Carl Meffert (Mitglied seit 1928)
- László Moholy-Nagy (Mitglied seit 1930)
- Otto Nagel (Mitbegründer)
- Oskar Nerlinger (Mitglied seit 1928)
- Ernest Neuschul (Mitglied seit 1928)
- Max Erich Nicola
- Teo Otto
- Gyula Pap (beteiligt 1931)
- László Peri (Mitglied seit 1928)
- Carl Rabus
- Paul Reissert (1906–1975)
- Ludwig Renn
- Peter Rosenbaum (Mitbegründer)

- Harry Rotziegel (Mitbegründer)
- Hermann Rüsch (Mitglied seit 1928)
- Herbert Sandberg (Mitglied seit 1929)
- Josef Sauer
- Werner Saul
- Fritz Schiff (Mitbegründer)
- Rudolf Schlichter (Mitglied seit 1928)
- Werner Scholz
- Fritz Schulz
- Peter Walter Schulz (1904, Mitglied seit 1928)
- Eva Schulz-Endert (Studenten-ASSO)
- Arthur Segal
- Victor Slama
- Otto Sportarczyk
- Alfred Stiller
- Jolán Szilágyi (1895–1971, Mitbegründerin)
- Heinz Tichauer (Mitbegründer)
- Mia Tichauer
- Hans Tombrock (Mitglied seit 1931, Gründer der „Vagabundenmaler“)
- Paul Urban (Mitbegründer)
- Kurt Verch
- Heinrich Vogeler (Mitbegründer)
- Günther Wagner (* 1899, Mitgründer, zeitweilig Vorsitz in Berlin)
- Erich Wegener
- Fritz Wolff (Mitbegründer, Berlin)

Bald nach der Gründung der ASSO Deutschlands im März 1928 meldeten sich zahlreiche interessierte Künstler in Berlin, um der Vereinigung beizutreten. Diese wurden aufgefordert lokale Ortsgruppen zu bilden, um eine möglichst flächendeckende Verbreitung der Vereinigung zu erreichen.

### ASSO Dresden (Ortsgruppe)
1930–1933
Die ASSO Dresden war bereits 1929 als lose Gruppierung tätig. 1930 erfolgte die offizielle Gründung.
- Ernst Oscar Albrecht
- Karl von Appen (Mitglied seit 1932)
- Theo Balden (Mitglied seit 1929)
- Rudolf Bergander (Mitglied seit 1930)
- Ernst Bursche
- Gert Caden
- Hans Christoph (Mitglied seit 1932)
- Hanns Diettrich (Mitglied seit 1930)
- Wilhelm Dodel
- Siegfried Donndorf
- Gottfried Fabian
- Ernst Hermann Grämer
- Otto Griebel (Mitbegründer)
- Hans Grohmann (am 26. Mai 1933 im Calcumer Wald bei Duisburg von der SS ermordet)
- Curt Großpietsch (1893–1980, Mitglied seit 1930)

- Hans Grundig (Mitbegründer)
- Lea Grundig (Mitbegründerin)
- Herbert Gute (Leiter der Ortsgruppe)
- Martin Hänisch (Mitglied seit 1929)
- Roland Hettner
- Erhard Hippold
- Gussy Hippold-Ahnert
- Eugen Hoffmann (Mitbegründer)
- Werner Hofmann (Mitglied seit 1929)
- Willy Illmer (Mitbegründer)
- Willy Jahn
- Hans Jüchser (Mitglied seit 1930)
- Waldo Köhler (Mitglied seit 1929)
- Wilhelm Lachnit (Mitbegründer)
- Erna Lincke (Dresden)
- Gerhard Meyer
- Max Möbius (Mitglied seit 1929)

- Horst Naumann (Mitglied seit 1929)

- Alexander Neroslow (Gründungsmitglied 1929)[8]
- Curt Querner (Mitglied seit 1930)
- Reinhold Rossig (Mitglied seit ca. 1930)
- Grete Schlumske
- Kurt Schütze (Mitbegründer)
- Fritz Schulze (Mitbegründer, 1942 in Plötzensee hingerichtet)
- Eva Schulze-Knabe (Mitbegründerin)
- Martin Schuster (1875–1953)
- Fritz Skade (Mitglied seit 1930)
- Gerhard Sperling (1908)
- Walter Sperling (1890–1941)
- Martin Steinert (1902–1960, Mitglied seit 1929)
- Otto Winkler
- Willy Wolff (Mitglied seit 1930)

Die neuen Nummern der 1930/1931 erscheinenden Zeitschrift Stoß von links. Organ der Assoziation Revolutionärer Bildender Künstler Dresdens erschien 1982 als Reprint des Leipziger Zentralantiquariats, herausgegeben von Hannelore Gartner.

### ASSO Düsseldorf (Ortsgruppe)
1929 – 1933
Mathias Barz, Gottfried Brockmann, Hanns Kralik, Wolfgang Langhoff, Carl Lauterbach, Julo Levin (im KZ Auschwitz ermordet), Peter Ludwigs (1888–1943, am 2. Juli 1943 im Gefängnis Düsseldorf getötet), Karl Schwesig, Harald Quedenfeldt

### ASSO Essen (Ortsgruppe)
1929 – 1933
Richard Malin

### ASSO Halle (Saale)  (Ortsgruppe)
1929 – 1933
Martin Knauthe

### ASSO Hamburg (Ortsgruppe)
1929 – 1933
Rudolf Führmann (1909–1976, auch als Heinz Führmann geführt), Otto Gröllmann (Gründer), Emil Kritzky (1903, Mitbegründer), Fritz Schreck (1909), Walter Stiller (1906), Gustav Tolle, Ernst Witt (1901)

### ASSO Köln (Ortsgruppe)
1929 – 1933
Peter Pfaffenholz (1900–1959, Initiator) sowie die gesamte Gruppe der Kölner Progressiven.

### ASSO Königsberg (Ortsgruppe)
1929 – 1933
Hans Preuß (1904–1984)

### ASSO Krefeld (Ortsgruppe)
1929 – 1933
Fritz Schröder

### ASSO Leipzig (Ortsgruppe)
1929 – 1933
- Gerhart Bettermann (seit 1931)
- Hanns Bönninghausen (seit 1931)
- Alfred Frank (Initiator und Vorsitzender, 1945 hingerichtet)
- Fred Gravenhorst
- Libertus Hack (1907, Bildhauer)
- Gregor Kallenbach (1901–1940, Mitbegründer und Geschäftsführer, 1930 ausgeschieden)

- Emil Koch (1902–1975)
- Kritz Kochan
- Karl Krause (1900–1958)
- Kurt Massloff (seit 1930)
- Trude Massloff-Zierfuss (seit 1930)
- Walter Münze (Mitbegründer)
- Fritz Nolde (seit 1929)
- Karl Nolde (seit 1930)

- Walter Raischitsch (* 26. Februar 1899, im KZ Sachsenhausen ermordet)
- Hanns Rossmanit (seit 1929/1930)
- Johanna Unbehaun (1906–1953, beteiligt 1932)
- Heinz Völkel (seit 1931)
- Alfred Waack (seit 1931)
- Willi Wenzel (*ca. 1905)
- Erwin Weiß
- Wolfgang Willian (* 1906)
- Emil Zbinden

## Ausstellungen zur ASSO (Auswahl)
- 1964, Berlin, Staatliche Museen zu Berlin, Anklage und Aufruf in der Nationalgalerie
- 1970, Berlin, Staatliche Museen zu Berlin, Asso-Ausstellung im Alten Museum[9]
- 1974, Berlin, Staatliche Museen zu Berlin, Realismus und Sachlichkeit in der Nationalgalerie
- 1971, München, Kunstverein München, Die Asso und die revolutionäre bildende Kunst der 20er Jahre[10]
- 1978, Berlin, Staatliche Museen zu Berlin, Revolution und Realismus im Alten Museum
- 1979, Leipzig, Museum der bildenden Künste, Zum 50. Jahrestag der Gründung der Leipziger Ortsgruppe[11]
- 1981, Dresden, Sächsische Kunstsammlungen, Kunst im Aufbruch - Dresden 1918-1933 im Albertinum